# Younis Tawfik
Younis Tawfik (Mosul, 1º luglio 1957) è un giornalista, scrittore e poeta iracheno naturalizzato italiano.

## Biografia
Tawfik nasce in una famiglia irachena di Mosul, di osservanza musulmana sunnita. Da giovane pubblica poesie su varie riviste irachene, ottenendo nel 1978 il Premio di Poesia nazionale.
L'anno successivo, a 22 anni, si trasferisce in Italia per studio.
Tawfik si laurea in Lettere presso l'Università di Torino nel 1986. Nel 2018 ottiene il diploma di dottorato di ricerca in "Lingua, Cultura e Tecnologia della Comunicazione e dell'Informazione" all'Università di Genova. Ha lavorato come traduttore e curatore di celebri testi di letteratura in lingua araba (ha tra l'altro curato l'edizione dei testi di Khalil Gibran).
Tawfik ha inoltre collaborato come giornalista e conoscitore del mondo arabo e mediorientale per quotidiani italiani quali La Stampa, la Repubblica, Il Mattino, Il Messaggero e Avvenire. 
Tawfik copre l'incarico di Presidente del Centro culturale italo-arabo Dar al-Hikma di Torino dal 2000, insegna Lingua e letteratura araba presso l'Università di Genova ed è stato membro della Consulta per l'islam italiano dal 2005 al 2010. È stato confermato nel 2020. Dal 2016 è membro del Comitato Regionale del Piemonte per i Diritti Umani ed è stato rieletto allo stesso incarico nel 2021.
Nel corso della sua carriera ha pubblicato quattordici libri (romanzi, saggi, raccolte di poesie), tra i quali Apparizione della dama babilonese (raccolta di poesie del 1994), La Straniera (2001, romanzo d’esordio, vincitore del Premio Grinzane Cavour, del Premio Comisso sezione Narrativa e di numerosi altri riconoscimenti; da questo romanzo è stato realizzato il film omonimo diretto da Marco Turco), La città di Iram (2002) romanzo Bompiani, Il Profugo (2006) romanzo Bompiani premio Corrado Alvaro 2007, La sposa ripudiata (2011), La ragazza di piazza Tahrir (2012). Il suo ultimo romanzo è L'ISIS raccontato da mia madre (2024), Oligo editore.

## Opere
- Apparizione della dama babilonese, Edizioni Angolo Manzoni, 1994
- La Straniera, romanzo, Bompiani, 2000
- As-Salamu alaikum - Corso di arabo moderno, Ananke, 2004 (terza ed.)
- La pietra nera. Introduzione alla civiltà islamica saggio, Ananke, 2001
- Islam. Dai califfi all'integralismo, Ananke, 2004
- Nelle mani la luna poesie, Ananke, 2001
- Il Profugo, romanzo, Bompiani, 2006
- La città di Iram romanzo, Bompiani, 2003
- L'Iraq di Saddam saggio, Bompiani, 2003
- Islam. Storia dottrina diffusione saggio, Idea Libri, 2005
- La sposa ripudiata, romanzo, Bompiani, 2011
- La ragazza di piazza Tahrir, Barbera editore, 2012
- La sponda oltre l'Inferno, Oligo editore 2021.
- L'ISIS raccontato da mia madre, Oligo editore 2024.